# 接眼レンズ

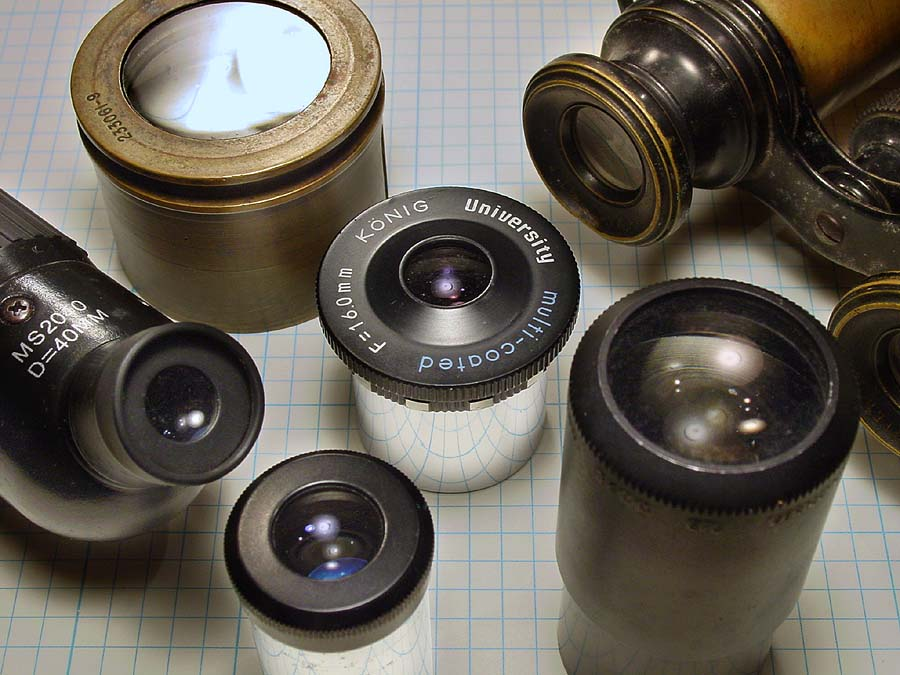
さまざまな接眼レンズ

接眼レンズ（せつがんレンズ、 英: ocular lens）、とは望遠鏡・双眼鏡・顕微鏡などの光学機器で、目で覗く側に取り付けるレンズ。対物レンズや主鏡で集めた光によって焦点に作られた実像を拡大する。接眼鏡（せつがんきょう）、アイピース(英: eyepiece)ともいう。
光学機器の多くには、焦点を合わせるために接眼レンズの取り付け位置を調整する機構がある。また、拡大率を調整するために異なる拡大率を持つ接眼レンズを換装できるようになっている。

## 歴史
ガリレオ・ガリレイの時代の望遠鏡に使われていた接眼レンズは凹レンズのものであった。凹レンズによる接眼レンズは正立像になるメリットはあるものの、視界が狭く倍率が上げられないという大きな制約があった。
ヨハネス・ケプラーは1611年に2枚組の凸レンズを接眼レンズとした望遠鏡を考案した。こうすると目で見える像は倍率の大きさを自由に変えたりすることが可能となり、以後接眼レンズは凸レンズ系のものが使用されるのが普通となった。
凸レンズを用いると像は倒立像となってしまうが、ケプラーは2枚用いることで2回像を反転して正立像としていた。天体望遠鏡や顕微鏡では特に正立像である必然性が低いために、現在ではそのまま倒立像としている。双眼鏡や地上用望遠鏡のように正立像を必要とする場合には光路内にプリズムを加えて像を再度反転させている。
初期の望遠鏡の接眼レンズは単レンズによるものであったが、単レンズでは収差を補正することができないため光学性能が悪い。そのため複数のレンズを組み合わせて各種の収差を補正した接眼レンズが開発されてきた。複数のレンズを張り合わせて1つの貼り合わせレンズをつくり、さらにこの貼り合わせレンズを組み合わせて1つの接眼レンズとする。このレンズの組み合わせ方がアイピースの種別である。用いたレンズの総数をm、それを組み合わせ作った貼り合わせレンズの数をnとしたときn群m枚のレンズというように称する。通常は製作者の名前を冠して～式というように呼ばれている。
最近では広視界が得られるものや眼鏡をかけたままでも楽に見られるものなど、収差の低減以外をコンセプトとして打ち出した接眼レンズも多く発表されている。

## アイピースの種類

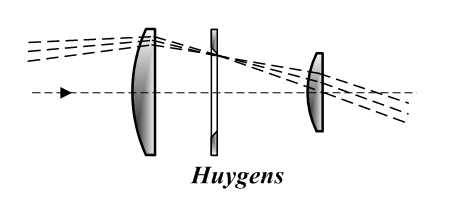
ハイゲンス、ホイヘンス

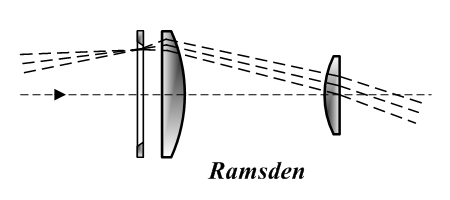
ラムスデン

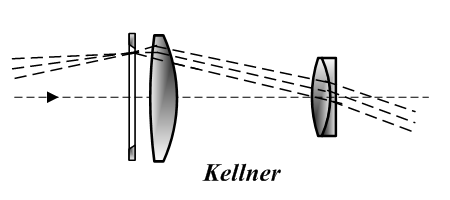
ケルナー

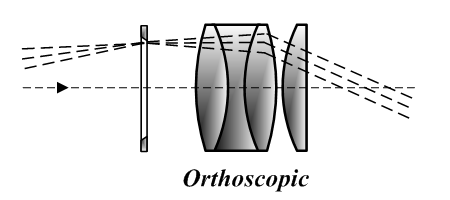
アッベ

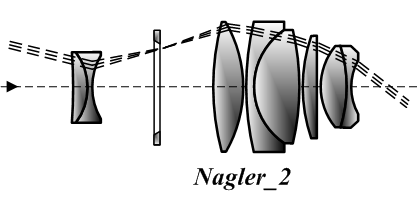
ナグラー タイプ2

ここでの説明は一般的に光学書や望遠鏡の解説書に記載されていることを簡潔にまとめたもの、あるいは適宜変更を加えたものである。しかしそのような文献では古典的なアイピースに多く頁が割かれており、近時の設計されたものはほとんど触れられていない。したがって、ここに記載がない種類のアイピースも市場には数多く流通していることに注意すべきである。また、市販品はここで紹介されている発明者の設計通りに製造されているわけではない。略号はアイピースの筐体上にそのアイピースの種類を示すため、焦点距離とともに刻印される文字であり例えばHM-25mmとあれば焦点距離25mmのミッテンゼーハイゲンスを意味する。
ハイゲンスまたはホイヘンス（Huygens、略号H）

片面が凸、片面が平面のレンズの大小2枚のレンズを組み合わせて作った2群2枚の接眼レンズ。1703年にクリスティアーン・ホイヘンスが発表した形式。望遠鏡ではハイゲンスあるいはハイゲン、顕微鏡ではホイヘンスと呼ばれることが多い。1865年ごろにモリッツ・ミッテンゼーがハイゲンス式の対物レンズ側のレンズをメニスカスレンズに代えて収差を軽減しミッテンゼーハイゲンスまたはミッテンゼーホイヘンス（Huygens-Mittenzway または Modified Huygens、略号HMあるいはMH）とした。レンズの接着剤の耐熱性が悪かった時代には、太陽観測用接眼レンズとして推奨された。

ラムスデン（Ramsden、略号R）

片面が凸、片面が平面の同じ2枚のレンズを凸面が向かい合うように組み合わせて作った2群2枚の接眼レンズ。1783年にジェッセ・ラムスデンが発表した形式。色収差が大きいため望遠鏡には不向きである。歪曲が小さい接眼鏡であり、また焦点位置が2枚のレンズの外側にあるため十字線や目盛りを後付けすることができる。そのためファインダー、検査用拡大鏡、顕微鏡などに用いられる。単体の製品としてはほとんどみかけない。レンズの接着剤の耐熱性が悪かった時代には、太陽観測用接眼レンズとして推奨された。

ケルナー（Kellner、略号K）

カール・ケルナーが1849年に顕微鏡用として発表した2群3枚の形式。ラムスデン式の目側のレンズを色消しレンズとしたものである。色収差が比較的小さく、視野も比較的広い。望遠鏡、双眼鏡、顕微鏡を問わず中倍率から低倍率で使われる。過去には多数流通していたが現在はほとんど見かけない。

オルソスコピック（Orthoscopic、略号Or、OR、O）
オルソスコピックとは「整った像」という意味である。当初この言葉を使ったのはケルナー式接眼鏡であったが、これは誇大であったため定着しなかった。後述のアッベ式およびプレスル式は歪曲が小さいので、この呼称で販売されることが多い。
アッベ（Abbe、略号A）

1880年にエルンスト・アッベが顕微鏡用として発表した。高い光学性能を有する。

プレスル（Plössl、略号PL）

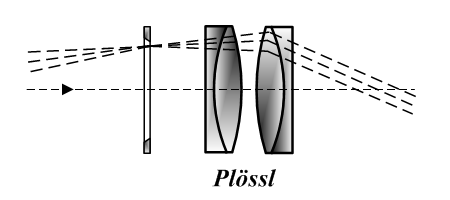
プレスル

1860年にジーモン・プレスルがケルナー式の改良としてルーペ用に発表した2群4枚の形式。アッベ式同様、光学性能が高い。古典的なアイピースとしては、現在最も目にする種類である。日本ではプローセル、プローゼルと呼ばれる事が多い

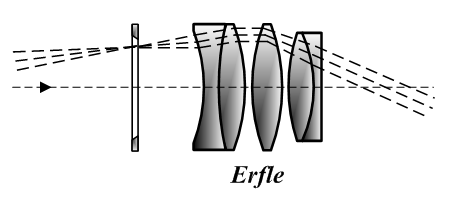
エルフレ

エルフレ（Erfle、略号EまたはEr）

1917年から1918年にかけてハインリッヒ・エルフレは軍用双眼鏡用にいくつかの形式の接眼レンズを開発している。通常エルフレ式といった場合その中でも広視界が得られる3群5枚の接眼レンズのことを指す。1群が単レンズで残り2群が2枚の貼り合わせレンズとなっている。低倍率用。知名度は高いが、実際にはそれほど作られていない。

ケーニヒ（König、略号Kö）
アルベルト・ケーニヒはいくつかの形式の接眼レンズを開発している。単にケーニヒ式と言っただけでは特定の形式を指さないため注意が必要である。この中にはアッベ式を改良して量産型にしたもの、ケルナー式とは逆に対物側レンズを貼り合わせレンズとした2群3枚の接眼レンズ、エルフレ式と同様広視界用のものなどがある。

ナグラー（Nagler）

テレビューのアル・ナグラーが開発し、1980年に発売した超広視界のアイピース。この成功は広視界のアイピースが各社から発売される契機となった。いくつかのバリエーションがあり、現在タイプVIまで発売されている。

## 望遠鏡の接眼レンズ
望遠鏡の接眼レンズには種別を表すアルファベットによる略号と焦点距離がmm単位で記載されている。この他にカタログにしばしば記載される接眼レンズのスペック値としては見掛け視界とアイレリーフがある。
接眼レンズの種別によって性能（見え味）が異なる。広視界用接眼レンズは各社から独自の形式のものが発売されている。
望遠鏡本体と接眼レンズの焦点距離の組み合わせにより、倍率が変化する。倍率は対物レンズ又は主鏡の焦点距離を接眼レンズの焦点距離で割ったものである。接眼レンズの焦点距離が短いほど高倍率が得られる。焦点距離の短い接眼レンズを使えばいくらでも倍率を上げることはできる。しかし鏡筒内に入っていく光の量は変わっていないため、倍率を上げるほど像は暗くなる。また分解能は望遠鏡の口径で決まるので、倍率を上げても細かいところが見えてくるわけではない。したがって、いたずらに倍率を上げても暗くぼやけるだけで意味はない。口径の小さい望遠鏡では口径をcmで表した値の15-20倍程度が実用になる限界とされている。
大多数の接眼レンズは、各社共通の取り付けサイズになっている。その差し込み部の直径により24.5mmサイズ（ツァイスサイズ、ドイツサイズ、日本サイズともいう）と31.7mmサイズ（アメリカンサイズ、1.25インチサイズ、1¼インチサイズともいう）、2インチサイズ（50.8mm、これもアメリカンサイズと呼ぶことがある）の区別がある（他に36.4mmねじ込み式や50.8mmねじ込み式という物や、メーカー独自のサイズがある）。過去は24.5mm、現在では31.7mmサイズと2インチサイズが主流である。

### 見掛け視界
見掛け視界は接眼レンズをのぞいたときに見える範囲を角度で表したものである。見かけ視界が65度を超えると広視界、75度を超えると超広視界と称されることが多い。なお古典的なアイピースは、その多くが40度前後の見かけ視界である。
実際に対象物の見える範囲は実視界と呼ばれ、おおよそ見かけ視界を倍率で割ったものになる。例えば見かけ視界40度の接眼レンズで80倍の倍率になったとすると実視界は約0.5度で、満月が視界にすっぽり入る程度の範囲が見えることになる。

### アイレリーフ
アイレリーフ（英：eye relief、瞳距離）とは、最も眼に近いレンズ面の頂点から射出瞳までの距離である。瞳径が同一の接眼レンズを覗くとき、アイレリーフが長いものほどレンズからより離れた位置で視界全体を見渡すことができる。また射出瞳の位置はアイポイント（英：eye point）とも呼ばれ、アイレリーフが長い場合をハイアイポイントという。乱視がある場合には眼鏡をかけたまま望遠鏡をのぞくことになるが、このときはアイレリーフが15mm程度以上ないと視野の外周部が目に入らなくなってしまう。基本的には接眼レンズの焦点距離が短ければ短いほどアイレリーフは短くなる。ただしバローレンズを焦点距離の長い接眼レンズに組み込む（スマイスレンズ）ことで焦点距離が短いにもかかわらずアイレリーフを長くする設計も可能であり、そのような接眼レンズも市販されている。

### 主な国内メーカー
- ビクセン
- 高橋製作所
- ペンタックス
- ニコン
- 笠井トレーディング
- 古泉屋光学研究所
- 大井光機
- ケンコー
- 北軽井沢観測所

## 顕微鏡の接眼レンズ
顕微鏡においては望遠鏡と異なり倍率の変更は対物レンズの交換で行なうため、あまり頻繁に交換されることはない。
顕微鏡の接眼レンズには倍率が記入されているが、これは明視距離（普通の人が肉眼でものを見たときピントが合う最短距離で約25cmまたは10in）を接眼レンズの焦点距離で割ったものである。
また見掛け視界の代わりに視野数という数値が使われる。これは明視距離の位置で何mmの範囲が視界内に入るかを表している。実視界は視野数を対物レンズの倍率で割ったものとなる。
顕微鏡の接眼レンズも望遠鏡や双眼鏡のものと特に光学的な差があるわけではない。しかし接眼レンズのスリーブがφ23.2mmとなっているため、そのまま望遠鏡の接眼レンズを流用することはできない。